# Cédula de habitabilidad Segunda Ocupación de la Generalidad de Cataluña
Cédula de habitabilidad de segunda ocupación de la Generalidad de Cataluña es el documento administrativo que acredita que un inmueble es apto para ser destinado a uso residencial y cumple debidamente aquellas condiciones técnicas de habitabilidad que regula la normativa.
Los locales no escriturados como vivienda no podrán disponer de cédula de habitabilidad de segunda ocupación. Estos casos deberán tramitar la cédula de primera ocupación.).

## ¿Cuándo se necesita?
- Dar de alta los servicios de agua, gas y luz.
- Para alquilar o vender una vivienda con la finalidad de ocuparla.
- En viviendas de obra nueva y rehabilitaciones generales.
- Algunos bancos la requieren para conceder hipotecas.

## Vigencia
La cédula vence cumplidos 15 años desde su expedición. Deberá tramitarse de nuevo transcurrido este tiempo.

## Inspección
El propietario contactará con un técnico competente para que realice la inspección a la vivienda.
Este técnico (aparejador, arquitecto técnico o arquitecto superior) rellenará el certificado conforme la vivienda cumple la normativa en caso de ser así. El formulario de solicitud necesario será facilitado por el propio técnico.
Aquellas viviendas que no alcancen los mínimos legales de habitabilidad, deberán realizar las modificaciones pertinentes para poder conseguir la cédula.

## Tramitación
Tanto el propietario de la vivienda como un representante autorizado pueden presentar el informe al Departamento de Medio Ambiente y Hogar de la Generalidad de Cataluña.
Actualmeante esta gestión se puede hacer presencial y telemáticamente. Este trámite comportará unas tasas de Gestión de 19,65 €.
Debe presentarse la carta de pago en cualquier ventanilla de la Caja de Ahorros correspondiente. También existe la opción de pagar las tasas a la Generalidad de Cataluña, y con tarjeta de débito o crédito en las oficinas que dispongan de este sistema.

## Plazos
Se puede solicitar en cualquier momento.

## Consulta del estado del trámite
Puede llamar al 012 (o 902 400 012 si llaman desde fuera de Cataluña) las 24 horas del día, todos los días del año.

## Respuesta
En aproximadamente 30 días hábiles desde el registro de la solicitud y la entrega de toda la documentación requerida completa, se recibirá la cédula de habitabilidad.
En caso de ser denegada la cédula de habitabilidad, el particular puede interponer un Recurso de alzada ante el director general de Calidad de la Edificación y Rehabilitación de la vivienda

## Normativa aplicable
- Las cédulas de habitabilidad están reguladas por el decreto 55/2009 de la Generalidad de Cataluña. Otros decretos y disposiciones complementan su aplicación.
- Los requisitos mínimos de Habitabilidad en edificios de viviendas y de la cédula de habitabilidad también regulados por el decreto 259/2003 de la Generalidad de Cataluña

## Legislación complementaria
- Orden de 8 de octubre de 1984, sobre la inclusión del número de Cédula de Habitabilidad en los contratos de arrendamiento y suministro de las viviendas.
- El Código Técnico de la Edificación (CTE) regula las condiciones que tienen que cumplir los edificios de nueva construcción y rehabilitaciones.

## Objetivo
El objetivo de la cédula de habitabilidad es asegurar la habitabilidad de una vivienda determinada mediante diferentes cálculos que determinen que sea higiénica, salubre y que cumpla unos criterios de espacio y solidez determinados. De esta manera se asegura de un modo legal que un espacio reúne las condiciones mínimas para ser habitado.